# Cebrennus intermedius
Cebrennus intermedius är en spindelart som beskrevs av Jäger 2000. Cebrennus intermedius ingår i släktet Cebrennus och familjen jättekrabbspindlar.
Artens utbredningsområde är Saudiarabien. Inga underarter finns listade i Catalogue of Life.